# Gum 14
Gum 14 (également connue sous le nom de RCW 27) est une vaste nébuleuse en émission visible dans la constellation des Voiles,,.
On l'observe dans la partie nord-ouest de la constellation, à la frontière avec la Poupe et juste au nord de la ligne qui joint les deux étoiles Naos (ζ Puppis) et Suhail (λ Velorum). Malgré sa taille, elle apparaît plus faible et plus dispersée que les autres nébuleuses adjacentes, mais peut néanmoins être photographiée à l'aide de filtres à travers un télescope de moyenne puissance. Sa déclinaison fortement méridionale signifie que depuis les régions septentrionales son observation est particulièrement difficile depuis la zone tempérée inférieure, tandis qu'au nord de 47 °N elle est toujours invisible. Depuis l'hémisphère sud, on peut cependant l'observer presque toutes les nuits de l'année. La meilleure période pour l'observer dans le ciel du soir est de décembre à mai.
Gum 14 fait partie du nuage moléculaire des Voiles, un système complexe de nuages moléculaires géants situé à une distance d'environ 700 à 1 000 parsecs (2 300 à 3 300 années-lumière) du système solaire. Il s'agit en particulier du nuage le plus occidental du complexe.

## Composants stellaires
L'étoile la plus responsable de l'ionisation des gaz du nuage est la géante bleue HD 73882, une binaire à éclipses également connue sous le nom de NX Velorum liée au grand amas Ruprescht 64, avec d'autres étoiles géantes telles que HD 73285 et HD 73500. A celles-ci s'ajoutent également plusieurs étoiles responsables de l'illumination de certaines nébuleuses par réflexion, telles que vdBH 18 et vdBH 20, faisant partie de l'association OB voisine Puppis R2. La nébuleuse par réflexion la plus connue et la plus brillante de la région est NGC 2626 (également connue sous le nom de vdBH 17), située sur le bord sud-ouest de Gum 14 : ce nuage, illuminé par l'étoile HD 73882, abrite en son sein quelques étoiles à faibles émissions Hα et trois amas nébuleux, parmi lesquels le bien connu HH 132A (it), un objet HH brillant. Cet objet reçoit probablement de l'énergie de la source proche IRAS 08337−4028. Les deux cocons brillants HH132B et C ont plutôt été classés comme des nébuleuses par réflexion de luminosité variable. À proximité de l'objet, il existe également une autre source infrarouge, cataloguée IRAS 08339−4029, qui pourrait être associée, malgré la séparation de 1 minute d'arc, à l'étoile variable EM Velorum, peut-être une étoile Ae/Be de Herbig. Gum 14 abrite également une population d'étoiles T Tauri composée d'une quinzaine de membres, qui a été identifiée sous l'acronyme Vela T1.